# دالي كونلي
دالي كونلي (بالإنجليزية: Dale Connelly)‏ هو مقدم برامج إذاعية أمريكي، ولد في 4 أكتوبر 1955.